# Oscar 1961
A 33ª cerimônia de entrega dos Academy Awards (ou Oscars 1961), apresentada pela Academia de Artes e Ciências Cinematográficas, premiou os melhores atores, técnicos e filmes de 1960 no dia 17 de abril de 1961, em Santa Mônica (Califórnia) e teve  como mestre de cerimônias Bob Hope.
A comédia The Apartment foi premiada na categoria de melhor filme.
The Apartment foi o último filme da era preto e branco a vencer como melhor filme. Apenas em 1993 um filme preto e branco voltou a ser premiado na categoria principal, com Schindler's List, feito repetido em 2012 quando The Artist .

## Indicados e vencedores
| Melhor Filme - The Apartment - The Alamo - Elmer Gantry - Sons and Lovers - The Sundowners | Melhor Diretor - Billy Wilder – The Apartment - Alfred Hitchcock – Psycho - Jules Dassin – Never on Sunday - Jack Cardiff – Sons and Lovers - Fred Zinnemann – The Sundowners                                                      |
| Melhor Ator/Actor (Principal) - Burt Lancaster – Elmer Gantry - Trevor Howard – Sons and Lovers - Jack Lemmon – The Apartment - Laurence Olivier – The Entertainer (filme) - Spencer Tracy – Inherit The Wind | Melhor Atriz/Actriz (Principal) - Elizabeth Taylor – BUtterfield 8 - Greer Garson – Sunrise at Campobello - Deborah Kerr – The Sundowners - Shirley MacLaine – The Apartment - Melina Mercouri – Never on Sunday                   |
| Melhor Ator/Actor Coadjuvante/Secundário - Peter Ustinov – Spartacus - Peter Falk – Murder, Inc. - Jack Kruschen – The Apartment - Sal Mineo – Exodus - Chill Wills – The Alamo                               | Melhor Atriz/Actriz Coadjuvante/Secundária - Shirley Jones – Elmer Gantry - Glynis Johns – The Sundowners - Shirley Knight – The Dark at the Top of the Stairs - Janet Leigh – Psycho - Mary Ure – Sons and Lovers                 |
| Melhor Roteiro/Argumento - Original - The Apartment - Never on Sunday - Hiroshima, My Love - The Angry Silence - The Facts of Life                                                                            | Melhor Roteiro/Argumento - Adaptado - Elmer Gantry - Inherit the Wind - Sons and Lovers - The Sundowners - Tunes of Glory |
| Melhor Edição/Montagem - The Apartment - Pepe - Inherit the Wind - Spartacus - The Alamo | Melhor Filme Estrangeiro - Jungfrukällan (Suécia) - Kapò (Itália) - La vérité (França) - Macario (México) - Deveti Krug (Iugoslávia)                                                                                               |
| Melhor Documentário em Longa-metragem - The Horse with the Flying Tail - Rebel in Paradise | Melhor Documentário em Curta-metragem - Giuseppina - Beyond Silence - A City Called Copenhagen - George Grosz' Interregnum - Universe                                                                                              |
| Melhor Curta-metragem - Day of the Painter - The Creation of Woman - Islands of the Sea - A Sport Is Born | Melhor Animação em Curta-metragem - Munro - Goliath II - High Note - Mouse and Garden - A Place in the Sun |
| Melhor Trilha Sonora/Banda Sonora/Comédia ou Drama - Exodus - Elmer Gantry - Spartacus - The Alamo - The Magnificent Seven                                                                                    | Melhor Canção original - "Never on Sunday" por Never on Sunday - "The Second Time Around" por High Time - "Faraway Part of Town" por Pepe - "The Green Leaves of Summer" por The Alamo - "The Facts of Life" por The Facts of Life |
| Melhor Trilha Sonora/Banda Sonora/Musical - Song Without End - Bells Are Ringing - Can-Can - Pepe - Let's Make Love                                                                                           | Melhor mixagem/mistura de Som - The Alamo - Cimarron - Pepe - Sunrise at Campobello - The Apartment |
| Melhor Direção de Arte/Preto & Branco - The Apartment - Psycho - Sons and Lovers - The Facts of Life - Visit to a Small Planet                                                                                | Melhor Direção de Arte/Colorido - Spartacus - Cimarron - It Started in Naples - Pepe - Sunrise at Campobello |
| Melhor Cinematografia/Fotografia/Preto & Branco - Sons and Lovers - Inherit the Wind - Psycho - The Apartment - The Facts of Life                                                                             | Melhor Cinematografia/Fotografia/Colorido - Spartacus - BUtterfield 8 - Exodus - Pepe - The Alamo |
| Melhor Figurino/Guarda-Roupa/Preto & Branco - The Facts of Life - Never on Sunday - The Virgin Spring - Seven Thieves - The Rise and Fall of Legs Diamond                                                     | Melhor Figurino/Guarda-Roupa/Colorido - Spartacus - Can-Can - Midnight Lace - Pepe - Sunrise at Campobello |
| Melhores Efeitos Visuais - The Time Machine - The Last Voyage | |

### Múltiplas indicações
- 10 indicações: The Apartment
- 7 indicações: The Alamo, Pepe e Sons and Lovers
- 6 indicações: Spartacus
- 5 indicações: Elmer Gantry, The Facts of Life, Never on Sunday e The Sundowners
- 4 indicações: Inherit The Wind, Psycho e Sunrise at Campobello
- 3 indicações: Exodus
- 2 indicações: Butterfield 8, Can-Can, Cimarron e The Virgin Spring